# Vrabečnice roční
Vrabečnice roční (Thymelaea passerina) je nenápadná plevelná bylina, jediný druh rodu vrabečnice který se vyskytuje v přírodě České republiky.

## Rozšíření
Vyskytuje od evropského i afrického mediteránu přes jižní a střední Evropu, jižní Rusko, Malou Asii a Blízký východ až po Střední Asii. Byla zavlečena i do Severní Ameriky. V Česku roste především v Čechách ve středním Polabí, Pojizeří a okolo Strakonic a na Moravě poblíž Nového Jičína a Vizovic.
Jako plevel na obdělávaných polích se v ČR vyskytuje jen zřídka, nejčastěji bývá pouze v málo zapojených porostech nebo na okrajích polí. Dále vyrůstá na osluněných svazích se suchomilnou vegetací, na pastvinách, ve vinicích, na úhorech, rumištích i železničních náspech. Dobře snáší písčitou a kamenitou půdu s minimálním obsahem živin; dává přednost zásaditým stanovištím. Díky rozvoji zemědělství je postupně z přírody vytlačována, vyskytuje se již pouze ojediněle. Vrabečnice roční bývá součásti společenstev vegetace svazu Caucalidion lappulae na intenzivně a extenzivně obhospodařovaných polích.

## Popis
Jednoletá rostlina s přímou, prutovitou, nevětvenou nebo jen řídce se větvící lysou lodyhou, která dorůstá do výše 10 až 40 cm. Je porostlá drobnými, tuhými, přisedlými, střídavými listy dlouhými jen 6 až 20 mm a širokými 1 až 3 mm. Listy jsou úzce kopinaté nebo čárkovité, na koncích zašpičatělé, z obou stran zelené, převážně lysé a jen občas žláznatě tečkované.
Žlutozelené, oboupohlavné květy jsou velmi drobné, pouze 2 až 3 mm v průměru. Vyrůstají na kratičkých chlupatých stopkách z úžlabí listů a dvou kopinatých listenů jednotlivě nebo ve svazečcích po dvou až čtyřech. Květy mají chlupaté, trvalé okvětí se čtyřmi vzpřímenými vejčitými žlutavě zelenými plátky, které se po opylení postupně k sobě sklánějí. Osm tyčinek, rostoucích ve dvou přeslenech, je svými krátkými nitkami přirostlých ve dvou kruzích k okvětní trubce 2 až 3 mm dlouhé, čtyři u jejího seškrceného ústí a čtyři o něco málo níže; podlouhlé prašníky z trubky neční. Svrchní, jednoplodolistový, vejčitý, chlupatý semeník s jediným vajíčkem nese vztyčenou krátkou čnělku s miskovitou bliznou. Rostlina vykvétá v červenci až říjnu. Opylování zajišťuje hmyz lákán na nektar vyměšovaný na dně květu. Ploidie je 2n = 18.
Plodem je cca 3 mm dlouhá, hnědozelená, nepukavá nažka hruškovitého tvaru obalena trvalým okvětím. Drobná kuželovitá semena jsou bílá.

## Význam
Vrabečnice roční sice je považována za polní plevel, ale mnohem více než snižováním výnosů škodila svými jedovatými semeny obsahující mj. deriváty terpenoidů. Pokud se její semena při nedokonalém čistění sklizeného zrní semlela s obilkami na mouku způsobovala křeče zažívacího ústrojí, zvracení, průjem, poškození ledvin a při dlouhodobém užívání i smrt.

## Ohrožení
Stejně jako řada dalších polních plevelů je vrabečnice roční po změně osevních postupů, zavedení hluboké orby a používání herbicidů ohroženým taxonem. Patří mezi druhy s prokazatelným a trvalým ústupem z české přírody, snižují se množství kvetoucích rostlin u jednotlivých populací a podstatně klesají počty lokalit na kterých vyrůstá. V "Červeném seznamů cévnatých rostlin České republiky r. 2012" je zařazena do kategorie (C2t), mezi silně ohrožené druhy s rychle klesajícím počtem areálů výskytu.